# 리노의 도박사
《리노의 도박사》(영어: Hard Eight, 이전 제목 영어: Sydney)는 미국에서 제작된 폴 토머스 앤더슨 감독의 1996년 범죄 영화이다. 필립 베이커 홀, 존 C. 라일리, 귀네스 팰트로, 새뮤얼 L. 잭슨 등이 출연하였고, 로버트 존스 등이 제작에 참여하였다. 제49회 칸 영화제 주목할 만한 시선 부문에서 전 세계 최초로 상영되었다.

## 출연
- 필립 베이커 홀 - 시드니 역
- 존 C. 라일리 - 존 역
- 귀네스 팰트로 - 클레먼타인 역
- 새뮤얼 L. 잭슨 - 지미 역
- 필립 시모어 호프먼 - 크랩스하는 남자 역
- 멀로라 월터스 - 지미의 여자친구 역
- F. 윌리엄 파커
- 로버트 리질리

## 기타 제작진
- 공동 제작: 대니얼 루피
- 배역: 크리스틴 식스
- 미술: 낸시 데런
- 세트: 데이비드 A. 코네프
- 의상: 마크 브리지스
- 제작 관리: 대니얼 P. 콜린스
- 조감독: 립 머리

## 우리말 녹음
MBC 성우진 (2002년 1월 20일)
- 김현직 - 시드니 (필립 베이커 홀)
- 김기철 - 존 (존 C. 라일리)
- 김기현 - 지미 (새뮤얼 L. 잭슨)
- 유은숙 - 클레먼타인 (귀네스 팰트로)
- 이진홍
- 고성일
- 이자옥
- 채의진
- 최한